# (30354) 2000 JR39
2000 جاي أر 39 (ويعرف أيضًا باسم (30354) 2000 جاي أر 39 وفق تسمية الكوكب الصغير) (بالإنجليزية: 2000 JR39)‏ هو كويكب ضمن حزام الكويكبات؛ وترتيبه 30354 من حيث الاكتشاف.
اكتُشف هذا الجُرم الفلكي بواسطة بحث لنكولن عن الكويكبات القريبة من الأرض في 7 مايو 2000.

## وصلات خارجية
- (30354) 2000 JR39 في قاعدة بيانات مختبر الدفع النفاث لأجرام النظام الشمسي الصغيرة

- الاكتشاف · مخطط المدار ·  العناصر المدارية · المعلمات المادية

- (30354) 2000 JR39 على موقع ويكي سكاي: DSS2, SDSS, GALEX, IRAS, Hydrogen α, X-Ray, Astrophoto, Sky Map, Articles and images